# Pseudohelenoconcha spurca
Pseudohelenoconcha spurca là một loài small air-breathing land snail, a terrestrial pulmonate gastropoda Mollusca trong họ Endodontidae.
It was found only in Saint Helena, (an island in the middle of phía nam Atlantic).
This species is now thought to be extinct.